# Erlin
Erlin (chinesisch 二林鎮, Pinyin Èrlín zhèn, taiwanisch: Jī-lîm-tìn) ist eine Stadtgemeinde des Landkreises Changhua in der Republik China (Taiwan).

## Lage und Beschreibung

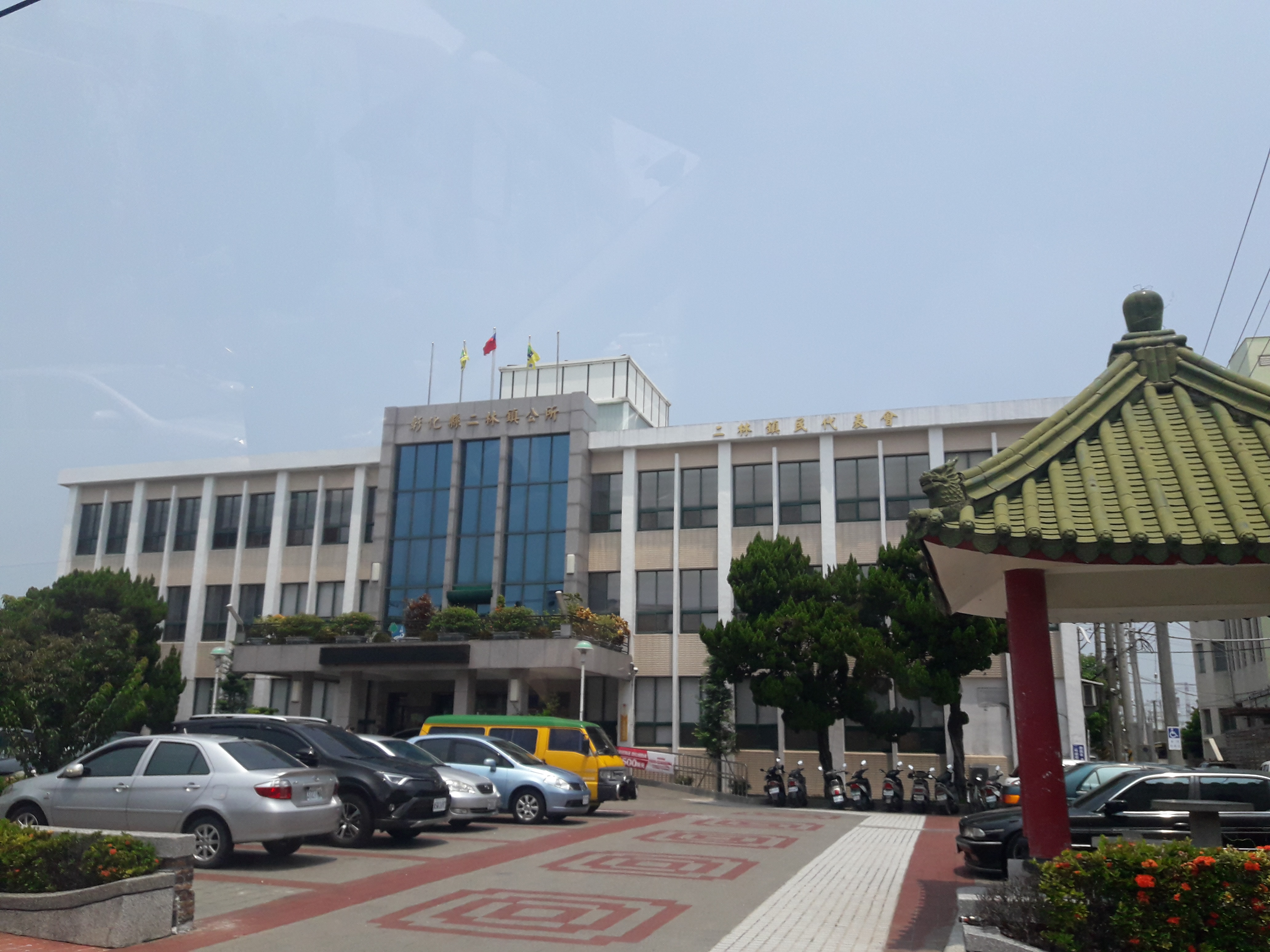
Das Verwaltungsgebäude der Gemeinde Erlin

Erlin ist mit einer Fläche von fast 93 km² die größte Gemeinde des Landkreises Changhua. Es liegt im Südwesten des Landkreises und ist umgeben von den Gemeinden Fangyuan im Westen, Fuxing und Puyan im Norden, Xihu im Nordosten, Pitou im Osten sowie Zhutang und Dacheng im Süden.
Erlin liegt auf einer Schwemmebene der Flüsse Zhuoshui (濁水溪) und Jiuzhuoshui (舊濁水溪, auch: Dongluo, 東螺溪). Letzterer bildet die nordöstliche Grenze der Gemeinde. Das Siedlungszentrum liegt am Ufer des Flusses Erlin am Südwestrand der Gemeinde, während das restliche Gebiet nur dünn besiedelt ist.
Die Einwohnerzahl Erlins betrug im September 2024 etwa 47.000. In den Jahren zuvor nahm die Bevölkerung kontinuierlich ab.

## Geschichte
In der Gegend des heutigen Erlin lebten ursprünglich taiwanische Ureinwohner vom Volk der Babuza in einer Siedlung namens Gielim. Die minnansprachigen chinesischen Einwanderer ab dem späten 17. Jahrhundert machten daraus 二林 (Aussprache: Jī-lîm; chinesisch: Erlin). Die Babuza wurden von den Siedlern verdrängt oder assimiliert.
Während der japanischen Herrschaft über Taiwan förderte die Kolonialregierung den Zuckerrohranbau und die Industrialisierung der Zuckerfabrikation. Die Zuckerproduktion führte zu einem wirtschaftlichen Aufschwung, doch war der behördlich festgelegte Preis für Zuckerrohr mitunter so niedrig, dass Kleinbauern und Pächter sich ausgebeutet fühlten. 1924 und 1925 kam es deshalb in Erlin zu Unruhen und Zusammenstößen zwischen Kleinbauern, Pächtern und der Polizei, den sogenannten Zuckerrohrbauern-Unruhen.
1950 wurde Erlin in den neu gebildeten Landkreis Changhua eingegliedert.

## Verkehr und Wirtschaft
Erlins wichtigste Verkehrsader ist die Kreisstraße 150, die von Westen kommend durch das Zentrum und dann in die Gemeinden im Osten des Landkreises führt. Außerdem durchquert die Provinzstraße 76 den Norden der Gemeinde von West nach Ost. Der Öffentliche Nahverkehr wird durch Buslinien wahrgenommen.
Erlin ist landwirtschaftlich geprägt. Bekannte Produkte sind Reis (darunter die Sorte Koshihikari), Echter Buchweizen, Hiobstränen, Drachenfrucht und Weintrauben. Das früher bedeutende Zuckerrohr spielt heute nur noch eine untergeordnete Rolle.
Im nördlichen Teil der Gemeinde befindet sich nahe der Provinzstraße 76 ein Teilpark des in Taichung beheimateten Central Taiwan Science Park (中部科學園區二林園區), in dem sich Unternehmen aus den Bereichen Optoelektronik, Halbleiter, Feinmechanik, Biotechnologie und Nachhaltige Energie angesiedelt haben.
Für die Bewohner der benachbarten Landgemeinden ist Erlin ein Geschäftszentrum, um Einkäufe und Bankangelegenheiten zu erledigen.

## Kultur und Sehenswürdigkeiten

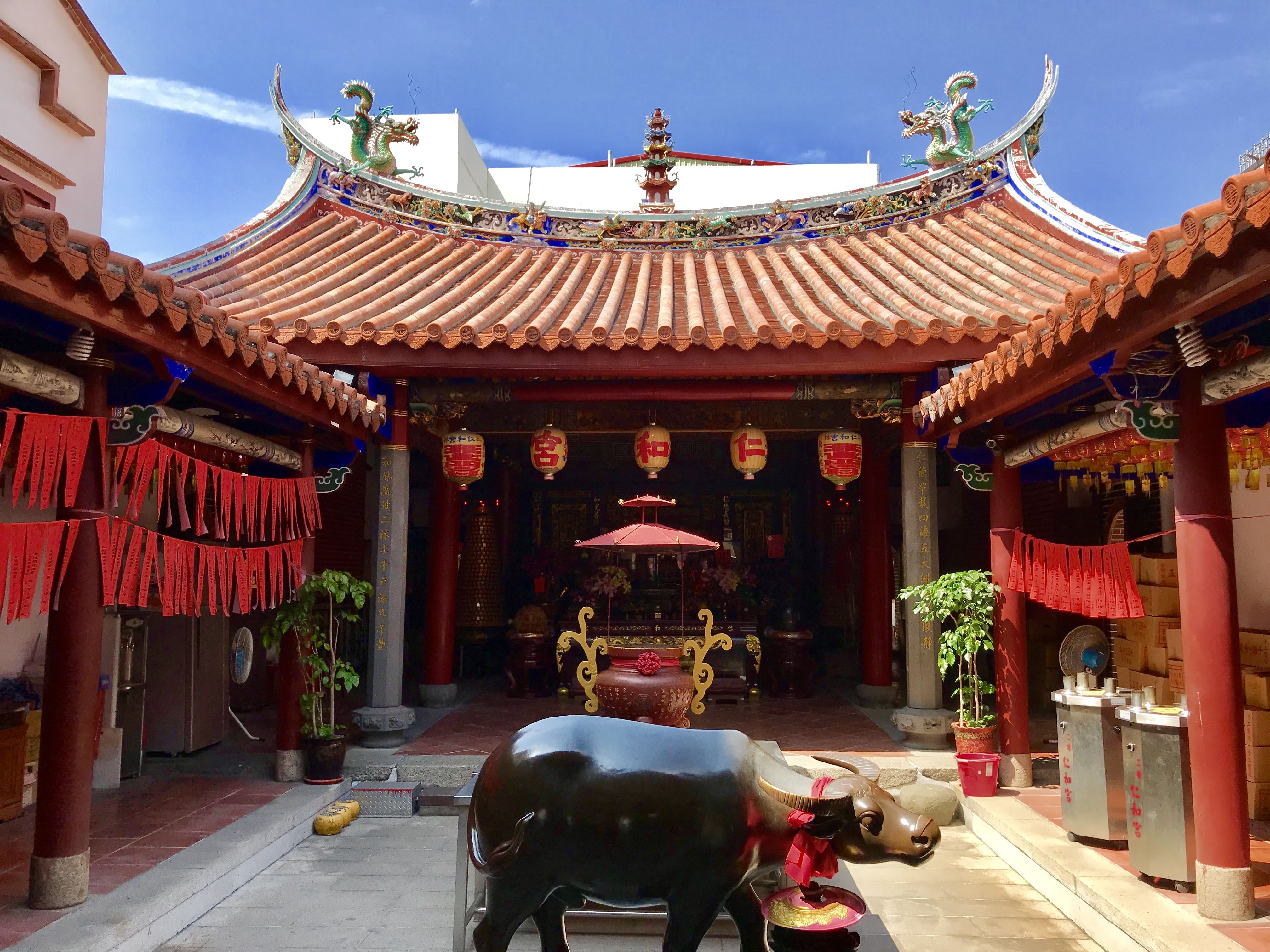
Im Renhe Gong

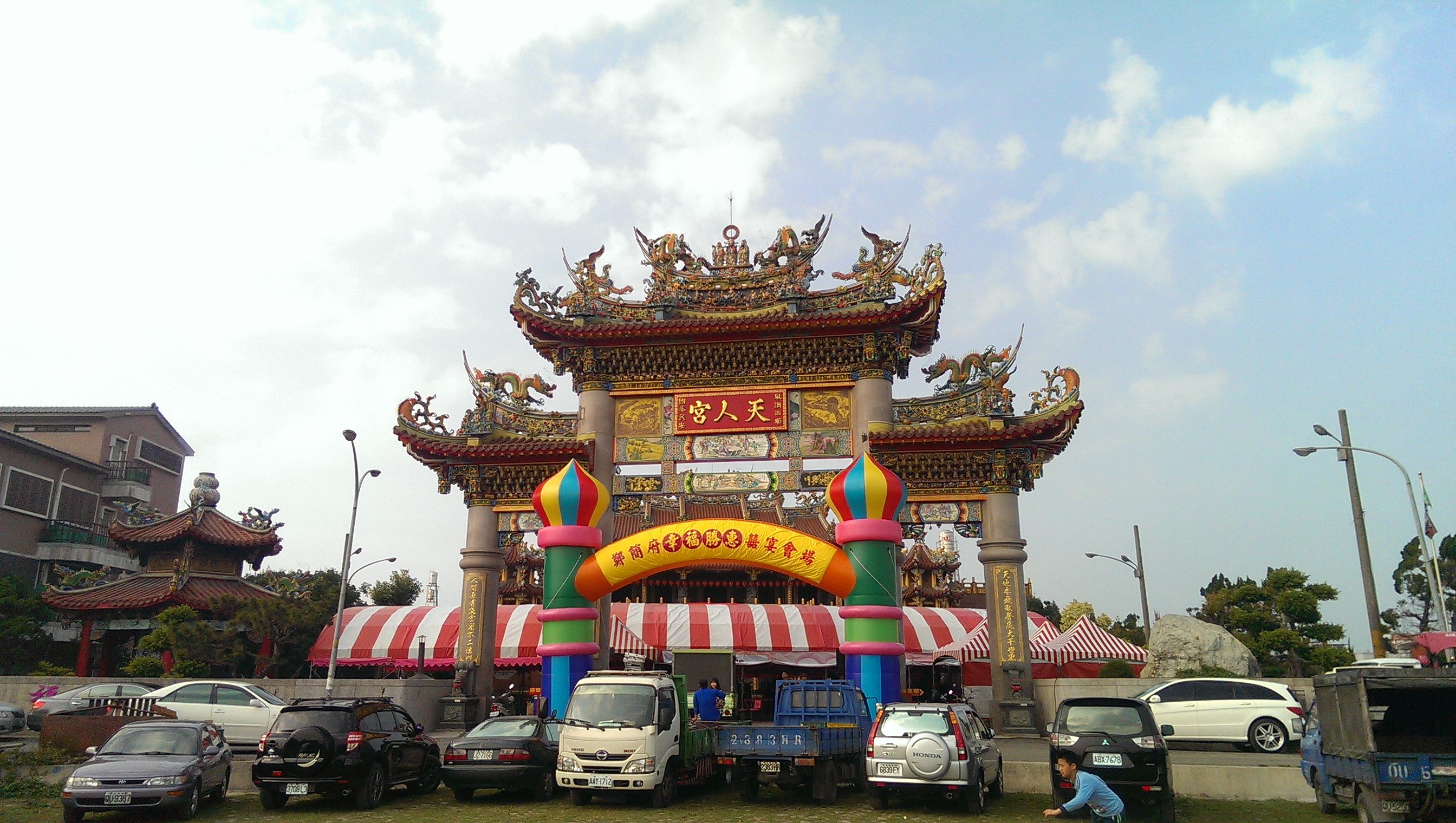
Tor zum Tianren Gong

Ein Zentrum des religiösen und gesellschaftlichen Lebens ist der der Göttin Mazu gewidmete Tempel Renhe Gong (仁和宮), dessen Anfänge wahrscheinlich im frühen 18. Jahrhundert liegen. Bei den Unruhen im Jahr 1925 diente das Heiligtum den protestierenden Bauern als Versammlungsort.
Ein bedeutender buddhistischer Tempel ist der im Südosten des Gemeindegebiets liegende Tianren Gong (天人宮), der Guanyin gewidmet ist. An Festtagen wie ihrem oder Buddhas Geburtstag zieht das Heiligtum Besucher aus der ganzen Region an.
Erlin ist berühmt für seine Rindfleischnudelsuppe Chiniumian (赤牛麵).